# 樂斯梅林

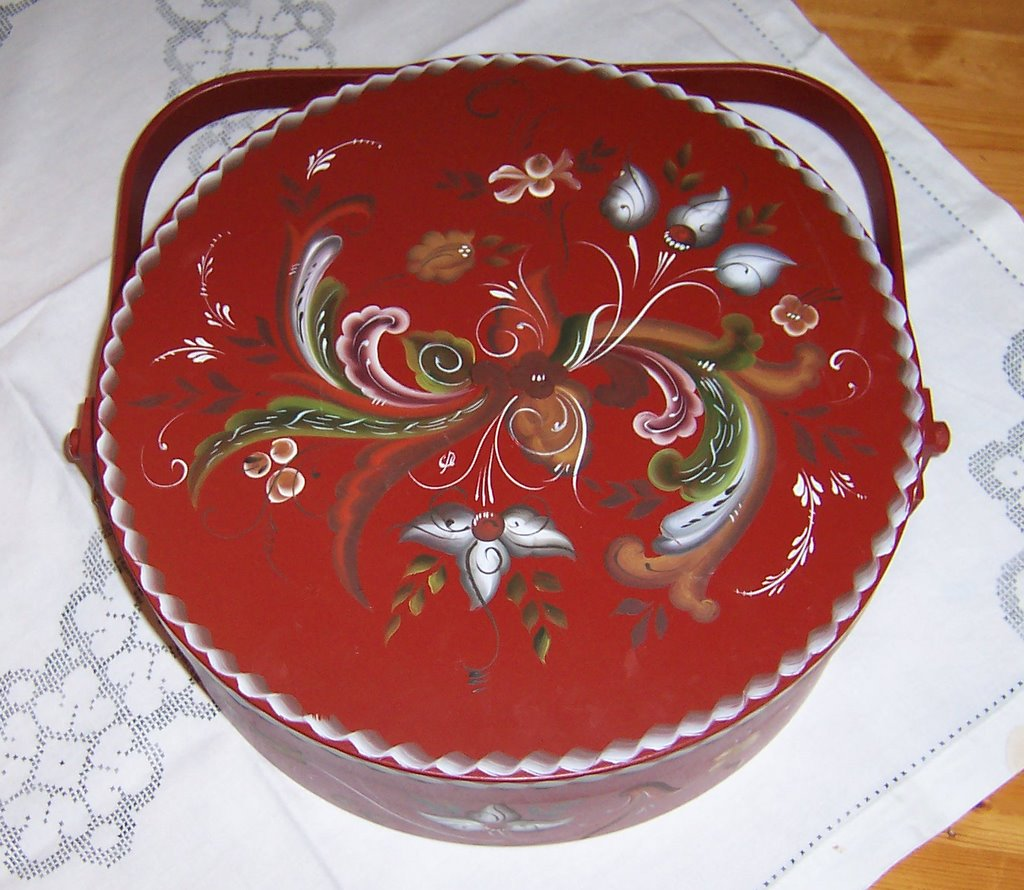
帶有花卉圖紋的傳統樂斯梅林彩繪

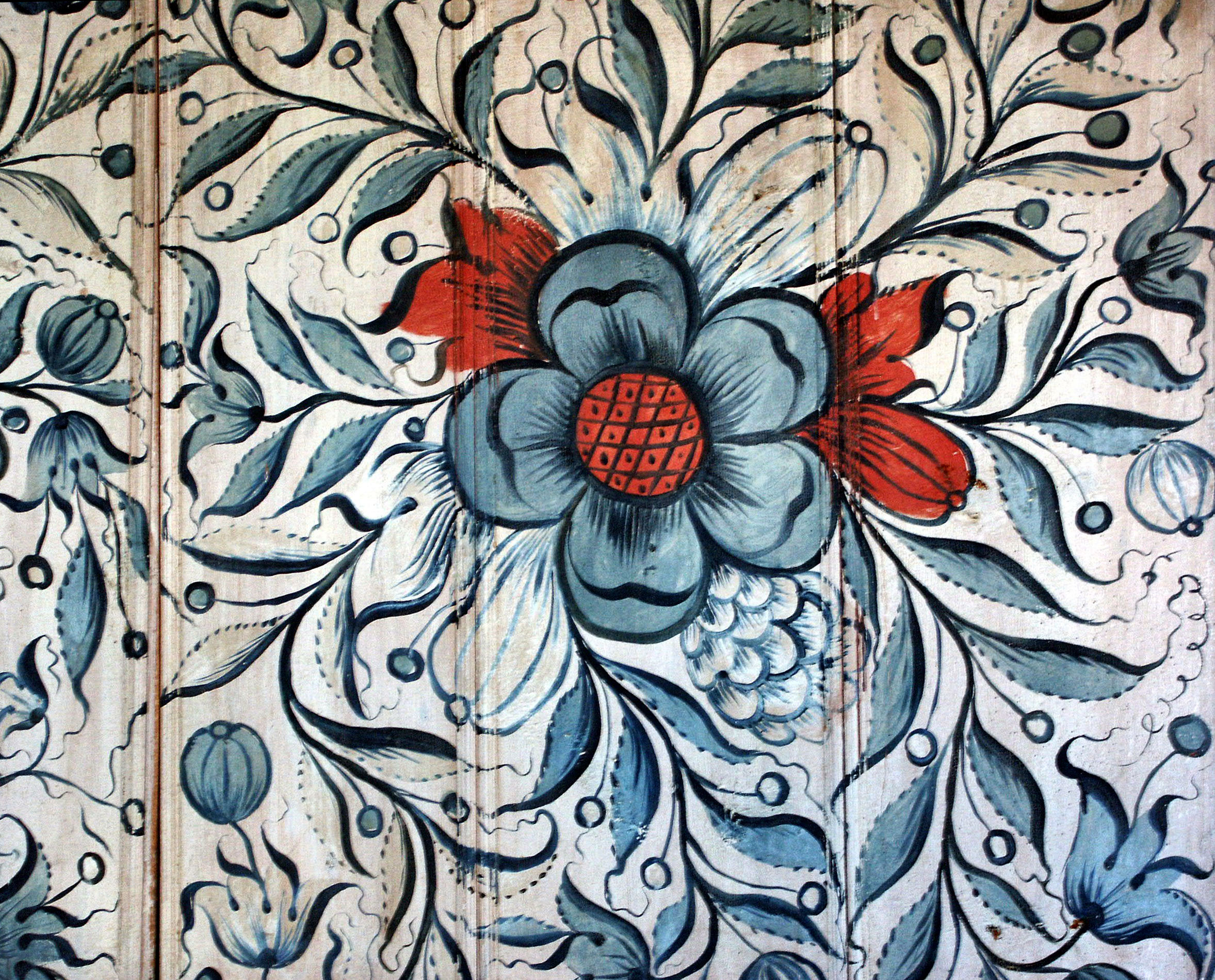
挪威布斯克呂郡的于夫達爾教堂中所用的樂斯梅林彩繪

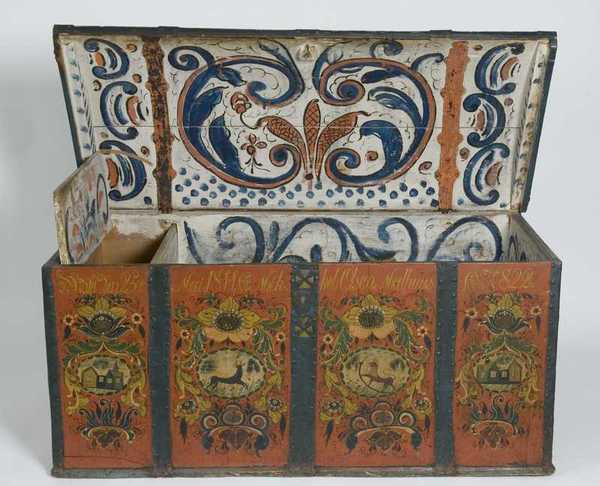
採用樂斯梅林紋飾的木箱，攝於奧斯陸挪威民俗博物館

樂斯梅林（挪威語：Rosemaling）或稱樂施梅林、裝飾彩繪、玫瑰彩繪或花卉彩繪等，是一種發源自挪威鄉村地區的傳統民俗藝術，以其鮮明色彩、漩渦型紋路和花卉裝飾圖案為特徵，在實際生活中應用於各類器具、服裝、建築外觀或室內裝潢的美化。儘管在字面意義上常被解讀為「玫瑰」，但其所使用的點綴圖案並不限於單一花種，甚至也可加入花草之外的元素。除了起源地挪威外，樂斯梅林彩繪也已隨著挪威裔移民而流傳到美國。

## 歷史

### 在挪威的發展
樂斯梅林最早源於挪威東部的低地勢區域，尤其是泰勒馬克和哈林達爾一帶，但也可能包括諾美達爾、塞特斯達爾，以及西阿格德爾郡、霍達蘭郡、松恩-菲尤拉訥郡和羅加蘭郡等地的村落。出現的時間約為1750年代，巴洛克、洛可可等上流社會的藝術風格在此時期傳入了挪威的鄉村地域。
樂斯梅林在設計上大量運用C字形和S字形的筆畫、特殊漩渦狀花紋、流動狀線條、花卉圖案和精巧鮮明的色澤，有時還會加入草寫字符、動物或人物圖案。以創作樂斯梅林維生的人通常是中低收入的老百姓，他們接受了同業公會的培訓後，便在各個鄉鎮間四處旅行，替教會或富裕人家彩繪教堂或家具，藉此賺取薪餉、甚至僅是一求膳宿溫飽，但這種彩繪藝術也因此得以跨越地理的藩籬、傳播到山脈彼端的挪威西部。一旦脫離了公會影響後，這些藝術家就獨立開發新的靈感或創作構想，因而生成了多種帶有濃烈地方色彩的彩繪，當中以泰勒馬克、哈林達爾、羅加蘭三大風格為主流，此三地發源的裝飾彩繪均因其優良的品質而聞名遐邇。隨著更多的地區接觸到樂斯梅林之美，挪威各處的鄉村也紛紛群起仿效，未受過城市公會訓練的業餘藝術家開始自發性地推出自製手藝品，例如小酒杯或置物盒等。然而，樂斯梅林在1860至1870年代間一度退出流行。
樂斯梅林與葉形裝飾之間存在許多可比之處，常用於前者之中的C形和S形線條便是從巴洛克、洛可可時期的葉形裝飾中激發靈感。而鄉村教堂（例如供壇背壁和講壇）和住家（例如櫥櫃）中出現的葉形裝飾，也塗成像樂斯梅林一樣的明亮色彩。然而，城市建築使用的葉形裝飾通常會在表面鍍金，而鄉下地方的葉形裝飾因為比城市更難取得金箔，因此大多改用當地社區風行的色彩（例如挪威傳統服飾布納德所用的顏色）。
有一項關於樂斯梅林的軼事，敘述1940年至1945年間，在納粹德軍武裝佔領挪威、一旦展示挪威旗幟或紋章就可能招致牢獄之災或死刑的年代裡，挪威市民將「H」和「7」的字樣隱藏在樂斯梅林彩繪的中間，以對他們流亡海外的國王——哈康七世和挪威皇室表達支持，而德國佔領軍並未發現其中的玄機，因此見到市民展示這些彩繪時也沒進行干預。印有此類樂斯梅林的聖誕卡特別受到歡迎，不但免於被戰爭摧殘的命運，並且在歷史中留下記載。

### 在美國的發展
挪威裔美國人是將樂斯梅林藝術引入美國的重要推手，當中有許多人的祖籍即為樂斯梅林文化發展完善、扎根深厚的地區。挪威移民赴美時，經常攜帶繪有樂斯梅林花紋的行李箱或家當遠渡重洋，當中甚至有些人就是樂斯梅林彩繪師。然而由於1860年代樂斯梅林開始式微的緣故，這些第一代移民對於樂斯梅林在美發展的貢獻並不大。
20世紀後，美國樂斯梅林文化得到了起死回生的機會。第二代、第三代或之後的挪裔美國人對於父母輩、祖父母輩遺留的樂斯梅林傳家寶產生興趣，使這項傳統藝術得以在美國重新開花結果。珀·李森是位對此貢獻顯著的第一代美國籍挪威人，他在挪威受過樂斯梅林繪畫技術的訓練，20世紀初移民美國後，改至威斯康辛州的斯托頓擔任馬車彩繪師。1930年代的李森由於遭遇經濟大蕭條、事業受到波及，因此又開始從事樂斯梅林的彩繪。
如今，美國許多地區都有開設樂斯梅林的畫室和教學班，並由民間成立的樂斯梅林協會贊助相關的課程和美術比賽。此外，2013年迪士尼經典動畫長片《冰雪奇緣》的製作團隊也廣泛地將樂斯梅林作為美術設計元素、融入角色服裝、片中場景等數處地方。